# أكيرا ساساكي
أكيرا ساساكي (باليابانية: 佐々木明 ) (و. 1981 – م) هو متزلج جبال، من اليابان، ولد في هوكوتو، هوكايدو، شارك في ألعاب أولمبية شتوية 2006، وألعاب أولمبية شتوية 2014، وألعاب أولمبية شتوية 2010، وألعاب أولمبية شتوية 2002.

## روابط خارجية
- أكيرا ساساكي على موقع الاتحاد الدولي للتزلج (التزلج على المنحدرات الثلجية) (الإنجليزية)
- أكيرا ساساكي على موقع أوليمبيديا (الإنجليزية)